# Angela Merici

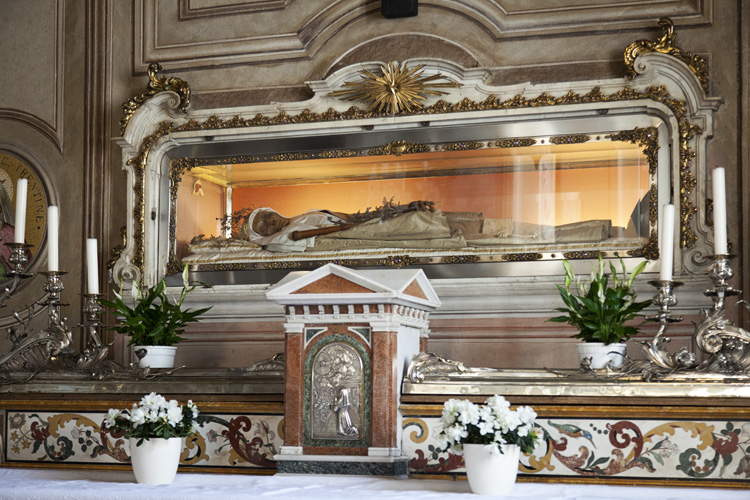
Teca con esposto il corpo di Sant'Angela a Brescia nella omonima chiesa

Angela Merici (Desenzano del Garda, 21 marzo 1474 – Brescia, 27 gennaio 1540) è stata una mistica italiana, fondatrice della Compagnia delle dimesse di sant'Orsola. Fu proclamata santa da papa Pio VII il 24 maggio 1807; nel 1861 papa Pio IX ne estese il culto a tutta la Chiesa cattolica, che la celebra il 27 gennaio (il 1º giugno nella messa tridentina).

## Biografia
Nacque a Desenzano, una città sulla costa sud-ovest del Lago di Garda in Lombardia nel territorio dell'allora Repubblica di Venezia, da Giovanni Merici e Caterina Biancosi. 
Rimase orfana all'età di dieci anni e insieme con l'ultima sorella si trasferì a casa di suo zio nella vicina città di Salò. Quando sua sorella morì improvvisamente senza aver ricevuto gli ultimi sacramenti, la giovane Angela ne fu molto angosciata; divenne terziaria di Francesco d'Assisi e accrebbe enormemente le sue preghiere e mortificazioni per la pace dell'anima di sua sorella, e pregò Dio di rivelarne la condizione; secondo la leggenda devozionale che narra la sua vita, fu rallegrata da una visione nella quale sua sorella era in compagnia degli angeli in Paradiso.

### Le Orsoline
Aveva vent'anni quando suo zio morì, e quindi tornò alla casa paterna a Desenzano. Convinta che il maggior bisogno ai suoi tempi fosse quello di dare una migliore istruzione nei rudimenti della religione cattolica alle giovani ragazze, trasformò la sua casa in una scuola dove, a intervalli stabiliti, riuniva quotidianamente le bambine di Desenzano e insegnava loro gli elementi fondamentali del Cristianesimo.

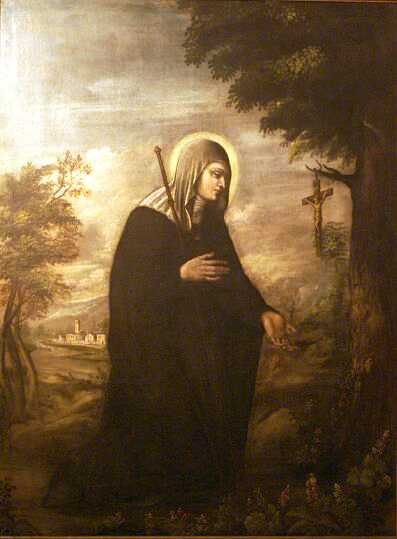
Giuseppe Fali, Sant'Angela Merici pellegrina

Un'altra leggenda agiografica narra che un giorno, mentre era in estasi, ebbe una visione in cui le fu rivelato che doveva fondare un'associazione di vergini che dovevano dedicare le loro vite all'educazione religiosa delle giovani ragazze. Dopo aver fondato una scuola a Desenzano, fu invitata nella vicina Brescia per fondarvi una scuola simile. Angela accettò felicemente l'invito e giunse a Brescia nel 1516. Secondo un'altra leggenda devozionale, nel 1524, mentre faceva un pellegrinaggio in Terra santa, divenne improvvisamente cieca mentre era sull'isola di Creta, ma continuò il suo viaggio nei luoghi santi e guarì al suo ritorno, durante le preghiere da lei rivolte davanti a un crocifisso nello stesso posto dove era stata colpita dalla cecità poche settimane prima. Quando poi, nell'anno del Giubileo 1525, venne a Roma per ottenere l'indulgenza, papa Clemente VII, che aveva sentito parlare di lei e del suo successo come insegnante religiosa di giovani ragazze, la invitò a restare a Roma; ma Angela, che scansava la pubblicità, ritornò a Brescia.
Il 25 novembre 1535 Angela scelse 28 vergini e pose le fondamenta dell'ordine delle Orsoline in una piccola casa vicino alla Chiesa di Santa Afra a Brescia. La Regola della Compagnia di Sant'Orsola fu approvata l'8 agosto 1536 da Lorenzo Muzio, Vicario Generale del Vescovo di Brescia card. Francesco Cornaro. Il 18 marzo 1537 Angela venne eletta "Superiora e Madre Generale" a vita. Alla fine del 1539 dettò i Legati ed i Ricordi, quale testamento spirituale indirizzato alle Madri e Governatrici della Compagnia.

### Morte e culto
Angela morì il 27 gennaio 1540, quando la Compagnia contava circa 150 figlie. Il suo corpo venne sepolto nella chiesa di Sant'Angela Merici a Brescia, dove si trova tuttora esposto in un'urna di vetro. Fu beatificata nel 1768 da papa Clemente XIII e canonizzata nel 1807 da papa Pio VII. Sant'Angela è patrona secondaria della diocesi di Brescia dal 24 gennaio 2010.